# Mijo Vjenceslav Batinić
Mijo Vjenceslav Batinić (Fojnica, 25. listopada 1846. – 26. kolovoza 1912.), pisac. 
Osnove pismenosti stekao u Kupresu, humaniora je završio na Gorici kod Livna, filozofsko-teološki studij počeo u Bosni, a nastavio u Italiji i završio u Đakovu. Proučavao našu narodnu i crkvenu prošlost, osobito djelovanje franjevaca Bosne Srebrene.
Djela:
- "Djelovanje franjevaca u Bosni i Hercegovini za prvih šest viekova njihova boravka, I-III" (1881/83/87.),
- "Životopis fra Augustina Miletića" (1883.),
- "Njekoliko priloga k bosanskoj crkvenoj poviesti" (1885.),
- "Uticaj franjevaca na političke prilike u Bosni" (1887.),
- "Franjevački samostan u Fojnici od stoljeća 14. – 20." (1913.).